# Кременецкий, Леонид Николаевич
Леонид Николаевич Кременецкий (1862—1918) — русский полицейский администратор начала XX века, с 1903 по 1905 — начальник Отделения по охранению общественной безопасности и порядка в Санкт-Петербурге.

## Биография
Родился в Харьковской губернии, потомственный дворянин.
Существуют сведения, что на Кременецкого готовилось покушение партией социалистов-революционеров.
С 1903 по 1905 годы был начальником Санкт-Петербургского охранного отделения, однако был вынужден освободить должность в связи с убийством дяди Николая II, великого князя Сергея Александровича.
Заступивший на его пост А. В. Герасимов в своих мемуарах указывает на недобросовестность работы Кременецкого:
— Вы ничего там не делаете… Ни одной тайной типографии не открыли. Возьмите пример с соседней, Екатеринославской губернии: там ротмистр Кременецкий каждый год 3-4 типографии арестовывает. 

Для нас не было секретом, что Кременецкий сам через своих агентов устраивал эти нелегальные типографии, давая для них шрифт, деньги и прочее.

— Я не арестовываю типографии потому, что у нас в Харькове их нет. А самому их ставить, как делает Кременецкий, и получать награды потом — я не намерен.
С 1905 по 1908 — начальник Иркутского ГЖУ.
Из приказа от 7 сентября 1908 (О сдаче должности):
«Сдав сего числа должность, считаю долгом выразить мою благодарность тем офицерам, которые в действительности помогали мне в исполнении обширных служебных обязанностей, возложенных на управление и особенно ротмистрам Гинзбургу, Рудову и Самохвалову за их живое, не за страх, а за совесть отношение к службе.

Сердечное мое спасибо за помощь всем нижним чинам и особенно тем, которые со свойственной душе русского солдата бесхитростной преданностью долгу службы и присяге, делили со мной труды и тяжести в печальную годину беспорядков, самоотверженно проникая повсюду, куда их призывал долг службы и проявляя по временам, подобно вахмистру Коробко, величие души, достойное зависти и подражания. Храните в душе своей как святыню эти старые служебные заветы, передайте их всем вновь поступившим в ваши ряды и помните всегда, что за Богом молитва, а за Царем служба никогда не пропадут».
24 июля 1908 назначен начальником Вологодского ГЖУ; в 1909 прикомандирован к Смоленскому ГЖУ, в 1909 — к Московскому ГЖУ; с 1910 — в резерве при Петербургском ГЖУ; с 1913 — начальник Пензенского ГЖУ.
С 6 декабря 1916 — генерал-майор.
После расследования в 1916 чиновником особых поручений при министре внутренних дел обвинения Кременецкого в «постановке» в Пензе партийной эсеровской типографии при помощи секретного сотрудника, был уволен со службы.
Расстрелян Пензенской губернской ЧК.